# يوميات خادمة (رواية)
يوميات خادمة هي رواية الفرنسية، نشرها أوكتاف ميربو في يوليو 1900م.

## محتوى
«سلستين» خادمة ومنظفة، تم انخراطها في منطقة محافظة من طرف أسرة «لانلر». تكتشف سلستين
نواقص المجتمع البورجوازي: كالتحرش الجنسي، تسرب العنصرية وغياب الإنسانية.تقرر سلستين كتابة
يومياتها التي تروي فيها ميوعية الطبقة البورجوازية وصمودها تجاه القدر. تلتقي سلستين مع «جوزيف»
رجل غامض الذي يطلب منها الزواج من أجل تحقيق هدفه الوحيد وهو إنشاء حانة صغيرة في مدينة"
شيربورج". تروي القصة الحالة المعيشية المزرية المستغلة لطبقة الكادحين في القرن التاسع عشر وهذا
يدل على التزام الكاتب وإصراره على شجب هذه الوضعية الإنسانية.

## وصلات خارجية
- Le Journal d’une femme de chambre (بالفرنسية)
- Meamar Tirenifi, « La déconstruction du journal intime et l’absence de l’autofiction traditionnelle dans Le Journal d’une femme de chambre »

(بالفرنسية)